# 호바트급 구축함
호바트급 구축함(Hobart-class destroyer)은 호주 해군이 도입한 첫 번째 이지스 구축함이다. 미국제 스파이 이지스 레이다를 탑재하고 있으며, 배수량은 6,500톤 가량된다. 건조 사업비는 9조원이 들었으며 총합 3척이 건조됐다. 한척당 3조원 꼴로 든셈이다.

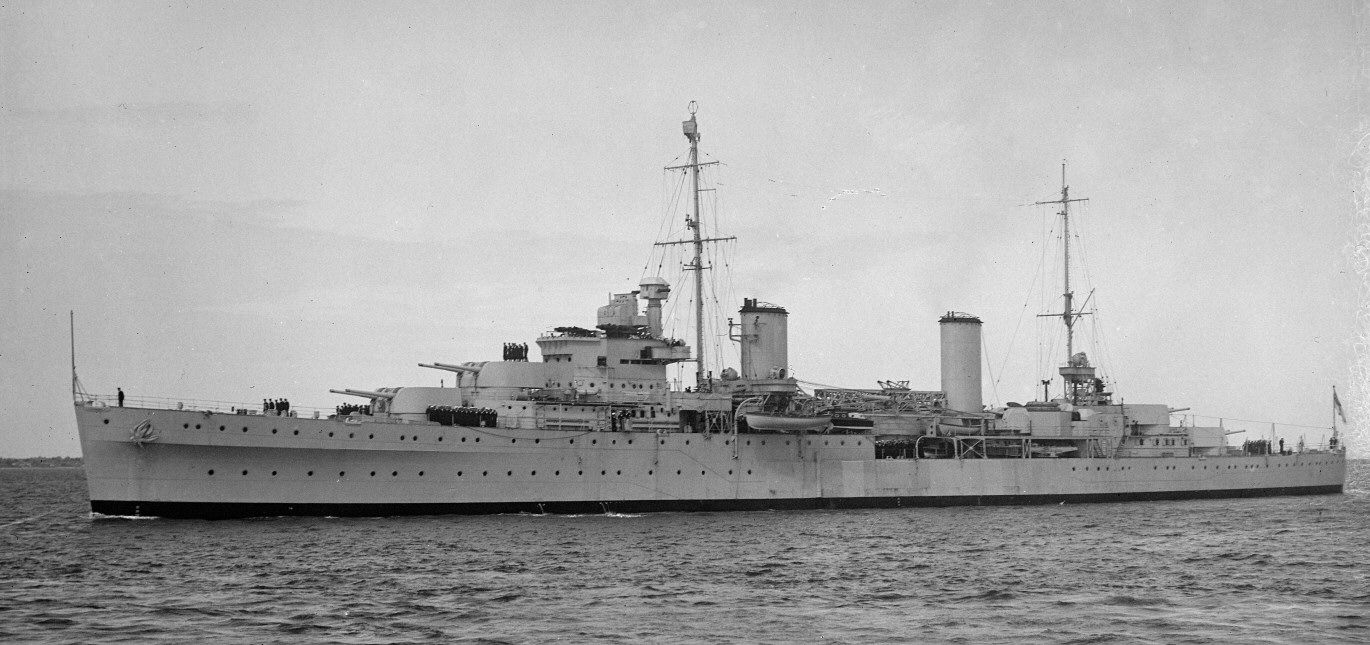
전간기에 건조된 호바트함.

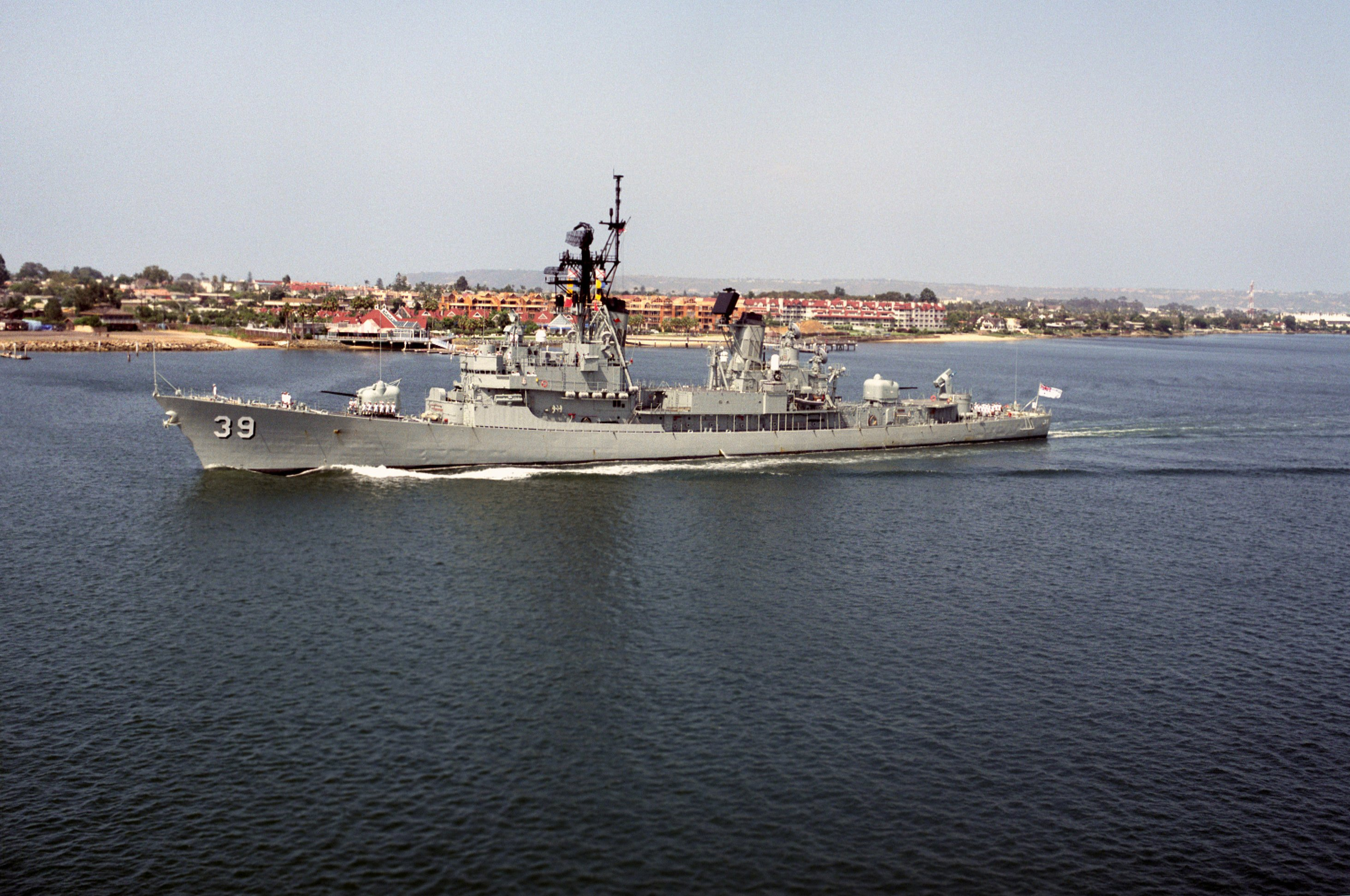
냉전기에 건조된 호바트함.

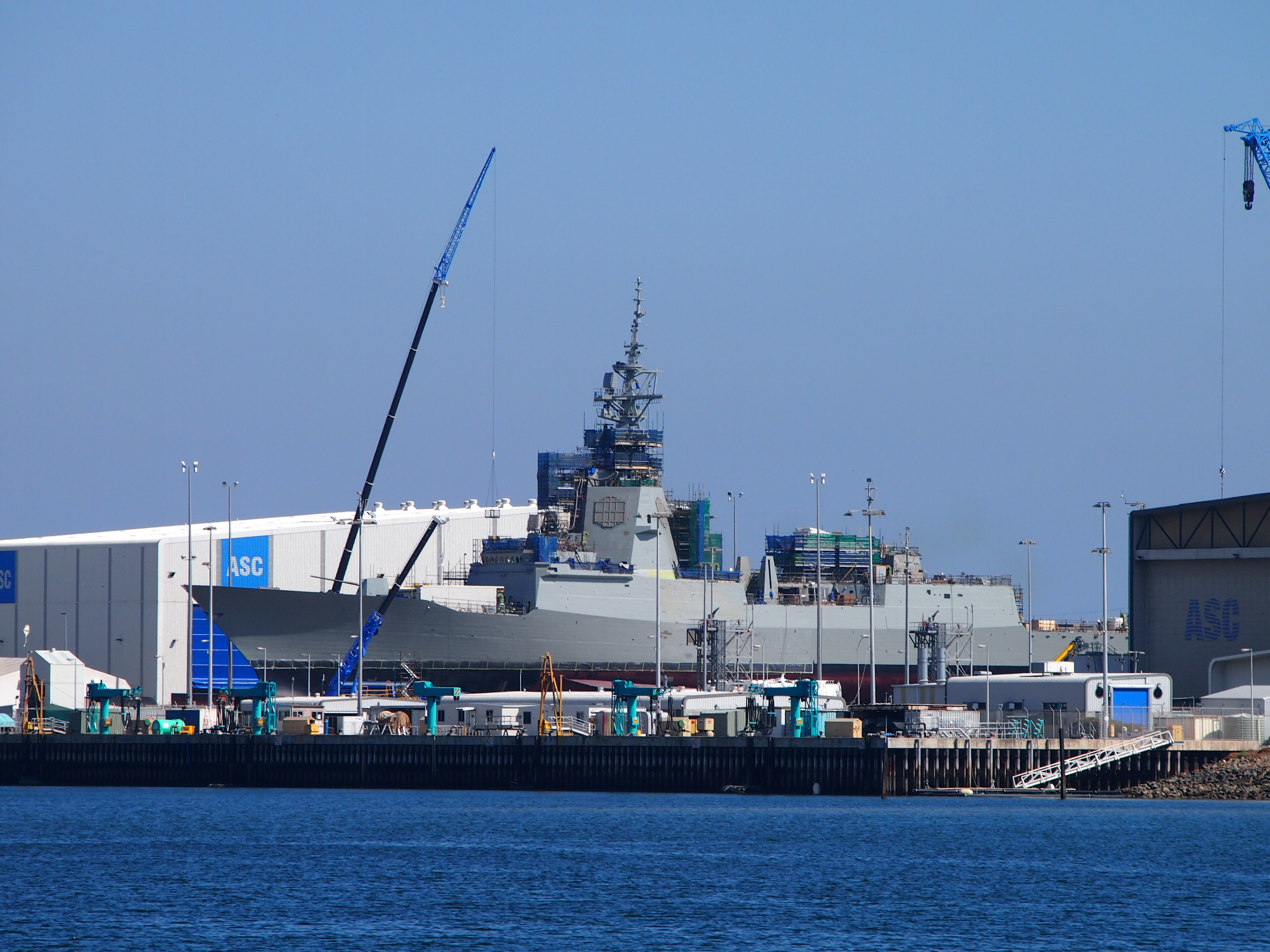
21세기에 건조된 호바트함.

## SM-2 미사일
스탠다드 미사일-2는 대공 미사일이다. 방공구축함에 있어서 필수적인 이 장비는 비행기,미사일에 대한 요격에 있어서 매우 중요한 역할을 한다. 과거 일본 제국에게 공습을 당한 적이 있는 호주의 역사를 미뤄보아 방공구축함은 호주에게 의미있는 해군력 강화다. 호바트급 구축함의 건조로 호주 함대의 방공력이 남다르게 강해질것으로 기대된다. 48셀의 수직발사대를 갖고 있다.

### 근접방어체계 CIWS
SM-2 대공 미사일로 적의 공격을 요격하지 못했을 경우, 적의 비행기나 미사일은 아군 함정에 육안거리로 근접하게 된다. 그때 근접방어체계인 팔랑크스, 즉, CIWS는 M61 벌컨 기관총으로 근접요격한다. 분당 4,500발을 발사한다.

### 시호크 해상작전헬기
시호크는 최강의 해군헬기로 평가받는 기종으로 미국,일본등의 해양강국들이 대거 운용하는 주력 해상작전헬기다. 대당 450억원에서 500억원이다. SH-60 시호크의 속력은 270km/h며, 최대 이륙중량은 10톤에 달하는 강력한 헬기다. 어뢰,대전차미사일,m60 기관총등을 무장할 수 있으며 수송도 가능한 대형 다목적 해상헬기다.

### AN/SPY-1D 위상 배열 레이다
AN/SPY-1D는 미국이 개발한 이지스함 레이다로, 3차원 대공 감시가 가능한 전자장비다. 최대 탐지거리는 1,000km며, 평시 탐지거리는 450km다. 장거리 떨어진 목표물을 탐지 가능한 S밴드 주파수의 레이다이다.

#### 탐지능력
- 탄도미사일 : 925km
- 최대 : 1,000km
- 360도 전방위 평시 탐지능력 : 450km

## 국가별 이지스함
(척)
- 미국 - 알레이버크급 구축함 (70).

- 미국 - 타이콘데로가급 순양함 (22).

- 일본 - 아타고급 구축함 (2).

- 일본 - 공고급 구축함 (4).
- 일본 - 마야급 구축함 (2).

- 영국 - 45식 구축함 (6).

- 노르웨이 - 난센급 프리깃 (5).

- 스페인 - 알바로 데 바잔급 프리깃 (5).

- 대한민국 - 세종대왕급 구축함 (3).

- 오스트레일리아 - 호바트급 구축함 (3).

## 호주 해군의 전력
| 구축함/호위함       | 보유수 | 함중량 | 레이더 탐지능력                 | 미사일 무장    |
| ------------------- | ------ | ------ | ------------------------------- | -------------- |
| 호바트급 구축함     | 3척    | 6,800t | AN/SPY-1 : 450km                | SM-2,ESSM 48발 |
| 안작급 호위함       | 8척    | 4,000t | AN/SPS-49v9: 460km              | RIM-7 8발      |
| 애들레이드급 호위함 | 2척    | 4,100t | AN/SPS-49 :460km AN/SPS-55:92km | ESSM 8발       |

## 같이 보기
- 아타고급 구축함
- 세종대왕급 구축함
- 알레이버크급 구축함
- 052D형 구축함
- 아키즈키급 호위함